# Hawkeye (seriefigur)
Hawkeye är en seriefigur från Marvel Comics skapad av Stan Lee och Don Heck. Han dök först upp i det amerikanska seriealbumet Tales of Suspense #57 i september 1964. IGN rankade Hawkeye som nr 44 på deras lista "Top 100 Comic Book Heroes".
I filmen Thor har Jeremy Renner en cameo som Hawkeye. Hawkeye medverkar också i filmerna The Avengers, Avengers: Age of Ultron, Captain America: Civil War och Avengers: Endgame, och där spelas han återigen av Jeremy Renner.

## Biografi
Clinton "Clint" Francis Barton föddes i Waverly, Iowa. Vid ung ålder förlorade han båda sina föräldrar i en bilolycka. Clint och hans bror Barney kom till en cirkus där de blev tränade av Swordsman och Trickshot i konsten att skjuta pilbåge.